# Mendon, Michigan
Mendon är en ort (village) i Saint Joseph County i Michigan. Vid 2010 års folkräkning hade Mendon 870 invånare.